# Sam Querrey
Sam Querrey, né le 7 octobre 1987 à San Francisco, est un joueur de tennis américain, professionnel de 2006 à 2022.

## Carrière

### 2006 - 2009. Premières saisons sur le circuit
En 2006, il gagne son premier match sur le circuit principal à Indian Wells et remporte son premier tournoi Challenger à Yuba City. En 2007, ses victoires sur José Acasuso et Florent Serra lui permettent de se qualifier pour le 3e tour de l'Open d'Australie et d'entrer parmi les 100 premiers joueurs mondiaux.
Au tournoi d'Indianapolis, il bat le record du plus grand nombre d'aces consécutifs dans un même match en circuit professionnel : 10, face à James Blake en 1/4 de finale. En 2008, il réussit une belle performance en se qualifiant pour les 1/8 de finale à l'US Open.
En 2009, à la suite de résultats probants lors de la tournée nord-américaine (victoire à Los Angeles, finale à Indianapolis et à New Haven), il remporte l'US Open Series, devançant Andy Murray et Juan Martín del Potro. À l'US Open, il est battu au 3e tour par Robin Söderling.
En septembre 2009 à Bangkok, il doit déclarer forfait car il doit être opéré en urgence. Assis sur une table en verre, il se penche pour refaire ses lacets et la table cède, l'entaillant sérieusement au bras droit[réf. nécessaire]. Il ne peut rejouer avant un mois et il déclare que ce fut « le pire jour de sa vie ! ».

### 2010. 4 titres remportés sur 4 surfaces différentes dont un ATP 500 et une victoire en finale face à Andy Murray
Entre février et juillet 2010, il réalise une performance assez rare en remportant quatre titres, et ce sur quatre surfaces différentes : d'abord à Memphis sur dur (indoor), puis à Belgrade sur terre battue, ensuite au Queen's sur herbe et enfin à Los Angeles sur dur. Il sauve une balle de match à Belgrade en finale contre John Isner et à Los Angeles une en demi-finale contre Janko Tipsarević et une autre en finale contre Andy Murray.

### 2012. Victoire face à Novak Djokovic et 1/4 de finale à Paris-Bercy
Lors du Masters de Paris-Bercy 2012, après avoir battu Fernando Verdasco sur abandon au premier tour, il crée la sensation en battant le no 2 mondial Novak Djokovic (0-6, 7-65, 6-4), alors qu'il était mené 0-6, 0-2. Au tour suivant, il bat le Canadien Milos Raonic (6-3, 7-61). Il s'incline ensuite en quart de finale face à Michaël Llodra (64-7, 3-6).

### 2013 à 2015. Saisons sans titre ATP et sans grosse performance sur le circuit, finale en double mixte à l'US Open
En septembre 2015, il atteint sa première finale de double dans le double mixte de l'US Open 2015 avec sa compatriote Bethanie Mattek-Sands. Il perd face à la paire helvético-indienne Martina Hingis et Leander Paes. Il atteint également la demi-finale en double (la première de sa carrière) avec son compatriote Steve Johnson, en ayant battu notamment les frères Bryan au premier tour.

### 2016. Victoire contre leno1 mondial Novak Djokovic et quart de finale à Wimbledon, victoire en ATP 250 à Delray Beach
En février 2016, il remporte le tournoi de Delray Beach face à son compatriote Rajeev Ram (6-4, 7-66) après avoir sorti en demi-finale Juan Martín del Potro (7-5, 7-5) qui faisait son retour sur le circuit.
Lors du tournoi de Wimbledon à la fin juin-début juillet, il réitère son exploit de 2012 en sortant au troisième tour le no 1 mondial, Novak Djokovic (7-66, 6-1, 3-6, 7-65) après plusieurs interruptions dues à la pluie et avoir joué sur deux jours. Querrey menait deux sets à zéro au bout de la première journée. Cela demeure la plus grande victoire de sa carrière et il se qualifie pour les huitièmes de finale. Il rencontre Nicolas Mahut et prend sa revanche, contre celui qui l'a battu trois semaines plus tôt au tournoi de Bois-le-Duc. Il s'impose aisément contre le Français en trois sets (6-4, 7-65, 6-4). Il accède de ce fait, et pour la première fois de sa carrière aux quarts de finale d'un Grand Chelem. Il s'incline face à Milos Raonic (4-6, 5-7, 7-5, 4-6) en 2 h 31.

### 2017. Meilleure saison en carrière: demi-finale en Grand Chelem à Wimbledon, titre à l'ATP 500 d'Acapulco, top 20
En mars, il remporte le tournoi ATP 500 d'Acapulco, en battant sur son chemin Kyle Edmund (6-2, 4-6, 6-3), le Belge David Goffin 11e mondial (6-2, 6-3), puis l'Autrichien Dominic Thiem 9e mondial (6-1, 7-5) et en demi-finale, le tombeur de Djokovic, l'Australien Nick Kyrgios 17e mondial (3-6, 6-1, 7-5) blessé à la fin pour se qualifier pour la finale. Il bat l'Espagnol Rafael Nadal, 6e mondial (6-3, 7-63) pour la première fois de sa carrière, remportant le neuvième titre de sa carrière, le plus beau en termes de plateau,.
Durant la saison sur terre battue il ne fait aucune performance majeure perdant 6 fois sur 7 au premier tour des tournois qu'il a joué.
Pour la période sur gazon, à Wimbledon, il passe ses deux premiers tours sans trop de difficultés contre Thomas Fabbiano et Nikoloz Basilashvili. Puis à partir du 3e tour, il enchaîne trois victoires en cinq manches : face au 10e mondial Jo-Wilfried Tsonga, dans un match interrompu par la nuit et reprenant le lendemain pour quelques minutes (6-2, 3-6, 7-65, 1-6, 7-5) puis contre le Sud-Africain Kevin Anderson en 3 h 7 (5-7, 7-65, 6-3, 611-7, 6-3), ralliant les quarts de finale comme l'année précédente, et finalement contre le no 1 mondial et tenant du titre Andy Murray (3-6, 6-4, 64-7, 6-1, 6-1) en seulement 2 h 42 après avoir été mené deux manches à une, avant de remporter les deux dernières en moins d'une heure. L'Écossais avait du mal à se déplacer dans les deux derniers sets, à cause de sa blessure aux hanches mais a tenu pour ne pas abandonner. Sam Querrey atteint donc sa première demi-finale en Grand Chelem pour sa 42e participation, et devient le premier joueur américain en demi-finale d'un tournoi du Grand Chelem depuis Andy Roddick à Wimbledon en 2009,. Il perd contre le 6e mondial Marin Čilić, après un gros match de presque trois heures (7-66, 4-6, 63-7, 5-7), manquant trop de points importants pour rallier la finale.
Fin juillet, il participe au tournoi de Cabo San Lucas au Mexique. Il passe difficilement son premier tour contre le qualifié Evan King (6-4, 4-6, 7-62), puis Vincent Millot facilement et Damir Džumhur (3-6, 6-4, 6-4) pour se qualifier pour la finale. Il s'impose dans un match en trois sets décousus (6-3, 3-6, 6-2) contre Thanasi Kokkinakis, qui disputait sa première finale. Il reste invaincu au Mexique avec un deuxième titre consécutif.

### 2022. Fin de carrière
En août 2022, il est annoncé qu'il reçoit une wild card pour participer au dernier grand chelem de la saison l'US Open. Le 30 août, il perd 3 set à 1 contre le biélorusse Ilya Ivashka (6-4, 4-6, 6-7, 3-6). Après cette défaite, il annonce qu'il met un terme à sa carrière à cause de diverses blessures et d'un corps "fatigué". Il joue le dernier match pro de sa carrière le 1er septembre, en double avec son partenaire Steve Johnson lors de ce même US Open contre la paire Wesley Koolhof / Neal Skupski où ils sont battus 2 sets à 0 (4-6, 56-7).

## Parcours dans les tournois duGrand Chelem

### En simple
| Année | Open d'Australie | Open d'Australie | Internationaux de France | Internationaux de France | Wimbledon       | Wimbledon         | US Open         | US Open          |
| ----- | ---------------- | ---------------- | ------------------------ | ------------------------ | --------------- | ----------------- | --------------- | ---------------- |
| 2006  | —                | —                | —                        | —                        | —               | —                 | 2e tour (1/32)  | Gastón Gaudio    |
| 2007  | 3e tour (1/16)   | Tommy Robredo    | 1er tour (1/64)          | L. Recouderc             | 1er tour (1/64) | Alejandro Falla   | 1er tour (1/64) | Stefan Koubek    |
| 2008  | 3e tour (1/16)   | Novak Djokovic   | 1er tour (1/64)          | Roger Federer            | 1er tour (1/64) | J. C. Ferrero     | 1/8 de finale   | Rafael Nadal     |
| 2009  | 1er tour (1/64)  | P. Kohlschreiber | 1er tour (1/64)          | Ernests Gulbis           | 2e tour (1/32)  | Marin Čilić       | 3e tour (1/16)  | Robin Söderling  |
| 2010  | 1er tour (1/64)  | Rainer Schüttler | 1er tour (1/64)          | Robby Ginepri            | 1/8 de finale   | Andy Murray       | 1/8 de finale   | S. Wawrinka      |
| 2011  | 1er tour (1/64)  | Łukasz Kubot     | 2e tour (1/32)           | Ivan Ljubičić            | —               | —                 | —               | —                |
| 2012  | 2e tour (1/32)   | Bernard Tomic    | 1er tour (1/64)          | Janko Tipsarević         | 3e tour (1/16)  | Marin Čilić       | 3e tour (1/16)  | Tomáš Berdych    |
| 2013  | 3e tour (1/16)   | S. Wawrinka      | 3e tour (1/16)           | Gilles Simon             | 1er tour (1/64) | Bernard Tomic     | 2e tour (1/32)  | Adrian Mannarino |
| 2014  | 3e tour (1/16)   | Fabio Fognini    | 2e tour (1/32)           | D. Toursounov            | 2e tour (1/32)  | J.-W. Tsonga      | 3e tour (1/16)  | Novak Djokovic   |
| 2015  | 1er tour (1/64)  | Vasek Pospisil   | 1er tour (1/64)          | Borna Ćorić              | 2e tour (1/32)  | Roger Federer     | 1er tour (1/64) | Nicolas Mahut    |
| 2016  | 1er tour (1/64)  | Dušan Lajović    | 1er tour (1/64)          | Bjorn Fratangelo         | 1/4 de finale   | Milos Raonic      | 1er tour (1/64) | Janko Tipsarević |
| 2017  | 3e tour (1/16)   | Andy Murray      | 1er tour (1/64)          | Chung Hyeon              | 1/2 finale      | Marin Čilić       | 1/4 de finale   | Kevin Anderson   |
| 2018  | 2e tour (1/32)   | Márton Fucsovics | 2e tour (1/32)           | Gilles Simon             | 3e tour (1/16)  | Gaël Monfils      | 1er tour (1/64) | Andreas Seppi    |
| 2019  | 1er tour (1/64)  | P.-H. Herbert    | —                        | —                        | 1/4 de finale   | Rafael Nadal      | 1er tour (1/64) | J.-I. Londero    |
| 2020  | 3e tour (1/16)   | Tennys Sandgren  | 1er tour (1/64)          | Andrey Rublev            | Annulé          | Annulé            | 1er tour (1/64) | Andrey Kuznetsov |
| 2021  | 1er tour (1/64)  | Lorenzo Sonego   | 1er tour (1/64)          | John Isner               | 2e tour (1/32)  | James Duckworth   | 1er tour (1/64) | Alexander Zverev |
| 2022  | 1er tour (1/64)  | Lorenzo Sonego   | —                        | —                        | 1er tour (1/64) | Ričardas Berankis | 1er tour (1/64) | Ilya Ivashka     |

N.B. : à droite du résultat se trouve le nom de l'ultime adversaire.

### En double
| Année | Open d'Australie            | Open d'Australie            | Internationaux de France   | Internationaux de France   | Wimbledon                     | Wimbledon                   | US Open                     | US Open                      |
| ----- | --------------------------- | --------------------------- | -------------------------- | -------------------------- | ----------------------------- | --------------------------- | --------------------------- | ---------------------------- |
| 2005  | —                           | —                           | —                          | —                          | —                             | —                           | 1er tour (1/32) D. Young    | M. Bertolini F. Volandri     |
| 2006  | —                           | —                           | —                          | —                          | —                             | —                           | 1er tour (1/32) J. Levine   | J. Erlich Andy Ram           |
| 2007  | —                           | —                           | 1er tour (1/32) M. Russell | M. García S. Prieto        | —                             | —                           | 1/4 de finale R. Kendrick   | J. Benneteau N. Mahut        |
| 2008  | 1er tour (1/32) J. Auckland | R. Bopanna Rajeev Ram       | 1/8 de finale John Isner   | Bob Bryan Mike Bryan       | 1er tour (1/32) Robin Haase   | F. Cipolla D. Gremelmayr    | 1er tour (1/32) John Isner  | A. Calleri F. González       |
| 2009  | 1er tour (1/32) C. Haggard  | C. Kas R. Wassen            | 1er tour (1/32) D. Martin  | T. Parrott F. Polášek      | 2e tour (1/16) R. Kendrick    | D. Nestor N. Zimonjić       | 2e tour (1/16) John Isner   | I. Ljubičić M. Llodra        |
| 2010  | 1/8 de finale John Isner    | L. Dlouhý Leander Paes      | —                          | —                          | —                             | —                           | —                           | —                            |
| 2011  | —                           | —                           | 1er tour (1/32) John Isner | D. Bracciali P. Starace    | —                             | —                           | —                           | —                            |
| 2012  | —                           | —                           | —                          | —                          | 1er tour (1/32) J. Blake      | D. Marrero Andreas Seppi    | 1er tour (1/32) J. Blake    | T. C. Huey D. Inglot         |
| 2013  | —                           | —                           | —                          | —                          | —                             | —                           | 1er tour (1/32) B. Klahn    | R. Bopanna É. Roger-Vasselin |
| 2014  | —                           | —                           | 1er tour (1/32) S. Johnson | Eric Butorac Raven Klaasen | —                             | —                           | 1er tour (1/32) S. Johnson  | Ivan Dodig Marcelo Melo      |
| 2015  | 1er tour (1/32) S. Johnson  | S. Bolelli Fabio Fognini    | 2e tour (1/16) S. Johnson  | J.-J. Rojer Horia Tecău    | 2e tour (1/16) S. Johnson     | Bob Bryan Mike Bryan        | 1/2 finale S. Johnson       | J. Murray John Peers         |
| 2016  | 2e tour (1/16) S. Johnson   | Raven Klaasen Rajeev Ram    | —                          | —                          | 1er tour (1/32) S. Johnson    | R. Štěpánek N. Zimonjić     | 1er tour (1/32) S. Johnson  | F. Fognini Andreas Seppi     |
| 2017  | 1/8 de finale D. Young      | Alex Bolt B. Mousley        | 2e tour (1/16) E. Escobedo | J. S. Cabal Robert Farah   | 1er tour (1/32) Gilles Müller | Nikola Mektić Franko Škugor | —                           | —                            |
| 2018  | 2e tour (1/16) S. Johnson   | Pablo Andújar A. Ramos      | 1er tour (1/32) Mike Bryan | Ken Skupski Neal Skupski   | —                             | —                           | —                           | —                            |
| 2019  | 1/2 finale R. Harrison      | P.-H. Herbert Nicolas Mahut | —                          | —                          | —                             | —                           | 1er tour (1/32) R. Harrison | Rajeev Ram Joe Salisbury     |
| 2020  | 1/8 de finale S. Johnson    | A. Bublik M. Kukushkin      | 1er tour (1/32) S. Johnson | M. Granollers H. Zeballos  | Annulé                        | Annulé                      | —                           | —                            |
| 2021  | 1er tour (1/32) Lu Yen-hsun | Nikola Mektić Mate Pavić    | 1er tour (1/32) S. Johnson | Arthur Cazaux Hugo Gaston  | —                             | —                           | 1/2 finale S. Johnson       | Rajeev Ram Joe Salisbury     |
| 2022  | 2e tour (1/16) A. Krajicek  | Kevin Krawietz Andreas Mies | —                          | —                          | 1er tour (1/32) S. Johnson    | Ivan Dodig A. Krajicek      | 1er tour (1/32) S. Johnson  | W. Koolhof Neal Skupski      |

N.B. : le nom du partenaire se trouve sous le résultat ; le nom des ultimes adversaires se trouve à droite.

### En double mixte
| Année | Open d'Australie | Open d'Australie | Internationaux de France | Internationaux de France | Wimbledon | Wimbledon | US Open                      | US Open                      |
| ----- | ---------------- | ---------------- | ------------------------ | ------------------------ | --------- | --------- | ---------------------------- | ---------------------------- |
| 2010  | —                | —                | —                        | —                        | —         | —         | 1er tour (1/16) Nicole Gibbs | A.-L. Grönefeld Mark Knowles |
| 2015  | —                | —                | —                        | —                        | —         | —         | Finale B. Mattek             | Martina Hingis Leander Paes  |

N.B. : le nom de la partenaire se trouve sous le résultat ; le nom des ultimes adversaires se trouve à droite.

## Parcours dans lesMasters 1000
| Année | Indian Wells              | Miami                    | Monte-Carlo               | Rome                   | Hambourg puis Madrid   | Canada                    | Cincinnati              | Madrid puis Shanghai       | Paris                   |
| ----- | ------------------------- | ------------------------ | ------------------------- | ---------------------- | ---------------------- | ------------------------- | ----------------------- | -------------------------- | ----------------------- |
| 2006  | 2e tour J. Blake          | 1er tour A. Bogomolov    | —                         | —                      | —                      | —                         | 1er tour R. Nadal       | —                          | —                       |
| 2007  | 2e tour N. Davydenko      | 2e tour R. Federer       | —                         | —                      | —                      | —                         | 1/4 de finale J. Blake  | —                          | 1er tour A. Seppi       |
| 2008  | 2e tour L. Hewitt         | 2e tour T. Berdych       | 1/4 de finale N. Djokovic | —                      | —                      | 1er tour Marat Safin      | 2e tour A. Murray       | —                          | 2e tour A. Murray       |
| 2009  | 3e tour S. Wawrinka       | 2e tour F. López         | —                         | 1er tour A. Seppi      | 2e tour A. Seppi       | 1er tour P. Petzschner    | 1/8 de finale L. Hewitt | —                          | —                       |
| 2010  | 3e tour John Isner        | 2e tour J. Chardy        | —                         | 1er tour J. Benneteau  | 1er tour D. Muñoz      | 2e tour K. Anderson       | 2e tour D. Ferrer       | 2e tour J.-W. Tsonga       | 1er tour Juan Mónaco    |
| 2011  | 1/8 de finale T. Robredo  | 3e tour V. Troicki       | —                         | 2e tour N. Almagro     | 1er tour M. Llodra     | —                         | —                       | —                          | —                       |
| 2012  | 2e tour N. Almagro        | 2e tour K. Anderson      | —                         | 2e tour N. Almagro     | —                      | 1/8 de finale N. Djokovic | 2e tour A. Murray       | 1/8 de finale T. Berdych   | 1/4 de finale M. Llodra |
| 2013  | 1/8 de finale N. Djokovic | 1/8 de finale T. Berdych | —                         | 1er tour R. Gasquet    | 1er tour J. Janowicz   | —                         | 1er tour J. Tipsarević  | 1er tour Tommy Haas        | —                       |
| 2014  | 2e tour A. Seppi          | 2e tour N. Almagro       | —                         | —                      | —                      | —                         | 2e tour T. Robredo      | —                          | 2e tour F. López        |
| 2015  | 1er tour S. Stakhovsky    | 2e tour K. Anderson      | —                         | 1er tour J.-W. Tsonga  | 2e tour R. Bautista    | 2e tour D. Goffin         | 2e tour T. Robredo      | 1er tour A. Ramos          | —                       |
| 2016  | 3e tour J.-W. Tsonga      | 2e tour A. Mannarino     | —                         | 1er tour A. Ramos      | 1/8 de finale R. Nadal | 2e tour D. Goffin         | 1er tour P. Cuevas      | 1er tour N. Kyrgios        | —                       |
| 2017  | 2e tour D. Young          | 3e tour R. Bautista      | —                         | 1/8 de finale D. Thiem | —                      | 1/8 de finale K. Anderson | 2e tour A. Mannarino    | 1/8 de finale G. Dimitrov  | 2e tour F. Krajinović   |
| 2018  | 1/4 de finale M. Raonic   | 3e tour D. Shapovalov    | —                         | 1er tour P. Gojowczyk  | —                      | 2e tour Schwartzman       | 2e tour K. Khachanov    | 1/8 de finale K. Nishikori | —                       |
| 2019  | 2e tour M. Raonic         | 1er tour D. Ferrer       | —                         | —                      | —                      | —                         | 2e tour N. Djokovic     | 1er tour F. Fognini        | 1er tour J. Chardy      |
| 2020  | n.o.                      | n.o.                     | n.o.                      | 1er tour P. Martínez   | n.o.                   | n.o.                      | 1er tour M. Raonic      | n.o.                       | —                       |
| 2021  | 1er tour D. Altmaier      | 1er tour Lu Yen-hsun     | —                         | —                      | —                      | —                         | —                       | n.o.                       | —                       |
| 2022  | 2e tour John Isner        | —                        | —                         | —                      | —                      | —                         | —                       | n.o.                       | —                       |

N.B. : sous le résultat se trouve le nom de l’ultime adversaire.

## Victoires sur le top 10
Toutes ses victoires sur des joueurs classés dans le top 10 de l'ATP lors de la rencontre.
| Légende                            |
| Grand Chelem                       |
| Masters 1000                       |
| 500 Series                         |
| 250 Series                         |
| Coupe Davis World Team Cup ATP Cup |

| #  | S.Q.   | Tournoi        | Année | Surface      | Adversaire            | Rang  | Tour   | Score                    |
| -- | ------ | -------------- | ----- | ------------ | --------------------- | ----- | ------ | ------------------------ |
| 1  | no 90  | Indianapolis   | 2007  | Dur          | James Blake           | no 10 | 1/4    | 7-66, 64-7, 7-64         |
| 2  | no 65  | Cincinnati     | 2007  | Dur          | Mikhail Youzhny       | no 10 | 1/16   | 5-7, 6-3, 6-4            |
| 3  | no 50  | Monte-Carlo    | 2008  | Terre battue | Richard Gasquet       | no 9  | 1/8    | 2-6, 6-4, 6-3            |
| 4  | no 56  | World Team Cup | 2009  | Terre battue | Gilles Simon          | no 7  | Poules | 7-5, 6-3                 |
| 5  | no 26  | Cincinnati     | 2009  | Dur          | Andy Roddick          | no 5  | 1/16   | 7-611, 7-63              |
| 6  | no 23  | New Haven      | 2009  | Dur          | Nikolay Davydenko     | no 8  | 1/4    | 6-3, 3-6, 6-4            |
| 7  | no 31  | Memphis        | 2010  | Dur (int.)   | Andy Roddick          | no 7  | 1/4    | 7-5, 3-6, 6-1            |
| 8  | no 20  | Los Angeles    | 2010  | Dur          | Andy Murray           | no 4  | Finale | 5-7, 7-62, 6-3           |
| 9  | no 24  | Indian Wells   | 2011  | Dur          | Fernando Verdasco     | no 9  | 1/16   | 7-5, 6-4                 |
| 10 | no 116 | Valence        | 2011  | Dur (int.)   | Jo-Wilfried Tsonga    | no 8  | 1/8    | 7-65, 6-2                |
| 11 | no 23  | Paris-Bercy    | 2012  | Dur (int.)   | Novak Djokovic        | no 2  | 1/16   | 0-6, 7-65, 6-4           |
| 12 | no 30  | Pékin          | 2013  | Dur          | Stanislas Wawrinka    | no 9  | 1/8    | 6-3, 7-62                |
| 13 | no 43  | Acapulco       | 2016  | Dur          | Kei Nishikori         | no 6  | 1/8    | 6-4, 6-3                 |
| 14 | no 41  | Wimbledon      | 2016  | Gazon        | Novak Djokovic        | no 1  | 1/16   | 7-65, 6-1, 3-6, 7-65     |
| 15 | no 40  | Acapulco       | 2017  | Dur          | Dominic Thiem         | no 9  | 1/4    | 6-1, 7-5                 |
| 16 | no 40  | Acapulco       | 2017  | Dur          | Rafael Nadal          | no 6  | Finale | 6-3, 7-63                |
| 17 | no 28  | Wimbledon      | 2017  | Gazon        | Jo-Wilfried Tsonga    | no 10 | 1/16   | 6-2, 3-6, 7-65, 1-6, 7-5 |
| 18 | no 28  | Wimbledon      | 2017  | Gazon        | Andy Murray           | no 1  | 1/4    | 3-6, 6-4, 6-74, 6-1, 6-1 |
| 19 | no 34  | Cincinnati     | 2018  | Dur          | John Isner            | no 9  | 1/32   | 6-4, 65-7, 7-65          |
| 20 | no 61  | Coupe Davis    | 2018  | Terre battue | Marin Čilić           | no 6  | 1/2    | 62-7, 7-66, 6-3, 6-4     |
| 21 | no 65  | Wimbledon      | 2019  | Gazon        | Dominic Thiem         | no 4  | 1/64   | 64-7, 7-61, 6-3, 6-0     |
| 22 | no 55  | Pékin          | 2019  | Dur (int.)   | Roberto Bautista-Agut | no 10 | 1/16   | 7-62, 4-1, ab.           |
| 23 | no 60  | Majorque       | 2021  | Gazon        | Roberto Bautista Agut | no 10 | 1/4    | 6-3, 7-64                |

## Classements ATP en fin de saison
| Année          | 2003 | 2004 | 2005 | 2006 | 2007 | 2008 | 2009 | 2010 | 2011 | 2012 | 2013 | 2014 | 2015 | 2016 | 2017 | 2018 | 2019 | 2020 | 2021 |
| Rang en simple | 1405 | -    | 756  | 127  | 63   | 39   | 25   | 18   | 93   | 22   | 46   | 35   | 59   | 31   | 13   | 51   | 44   | 53   | 108  |
| Rang en double | -    | -    | 1422 | 828  | 109  | 205  | 152  | 30   | 38   | 45   | 220  | 64   | 38   | 97   | 57   | 73   | 79   | 179  | 79   |

Source : (en) Classements de Sam Querrey sur le site officiel de la Fédération internationale de tennis